# Jørgen Frantzen
Jørgen Frantzen, né le 9 mai 1935 à Holbæk et mort le 10 janvier 2020 à Hundested,, est un rameur danois.

## Biographie

### Palmarès

#### Aviron aux Jeux olympiques
- 1952 à Helsinki,  Finlande
  -  Médaille de bronze en deux barré[3]